# Nadezhda Badmazirenova
Nadezhda Vladímirovna Badmazirenova (en ruso: Надежда Владимировна Бадмацыренова; Chitá, URSS, 15 de marzo de 1966) es una deportista rusa que compitió en tiro con arco, en la modalidad de arco recurvo.
Ganó una medalla de plata en el Campeonato Mundial de Tiro con Arco en Sala de 1995, una medalla de oro en el Campeonato Europeo de Tiro con Arco al Aire Libre de 1992 y una medalla de bronce en el Campeonato Europeo de Tiro con Arco en Sala de 2000.

## Palmarés internacional
| Representando a la CEI           |                          |                   |        |
| Campeonato Europeo al Aire Libre |                          |                   |        |
| Año                              | Lugar                    | Medalla           | Prueba |
| 1992                             | La Valeta (Malta)        | Medalla de oro    | Equipo |
| Representando a Rusia            |                          |                   |        |
| Campeonato Mundial en Sala       |                          |                   |        |
| Año                              | Lugar                    | Medalla           | Prueba |
| 1995                             | Birmingham (Reino Unido) | Medalla de plata  | Equipo |
| Campeonato Europeo en Sala       |                          |                   |        |
| Año                              | Lugar                    | Medalla           | Prueba |
| 2000                             | Spała (Polonia)          | Medalla de bronce | Equipo |